# Notholaena candida var. copelandii
Notholaena candida var. copelandii es un helecho, miembro de la familia Pteridaceae, subfamilia Cheilanthoideae; este género cuenta con aproximadamente 30 especies de las cuales al menos 24 ocurren en México, está muy relacionado con el género Cheilathes, y muchas especies de ambos géneros se han transferido de unos a otro a través del tiempo; el nombre del género (Notholaena) proviene del griego “nothos” (falso) y “chlaina” (capa, manta), el nombre de la especie (N. copelandii) fue dado en honor al botánico y agrónomo estadounidense Edwin Bingham Copeland quien vivió de 1873 a 1964; esta especie ha sido muchas veces catalogada como una variedad de N. candida, sin embargo estudios moleculares han demostrado que puede ser tratada como una especie independiente.

## Clasificación y descripción
Rizoma: compacto, horizontal, de cerca de 2 mm de diámetro, con escamas de forma lanceolada de 2 mm de largo;  frondes: de hasta 34 cm de largo; pecíolo: de 1/2 a 2/3 del largo de la fronda, de color púrpura obscuro a negro, de forma cuadrangular prismática, con algunas escamas; lámina: de forma ovado-pentagonal a deltado-pentagonal, de hasta 10 cm de ancho, pinnado-pinatifidas, excepto por el par basal que es bipinnado-pinnatifido, el ápice de la lámina se constriñe de manera abrupta para formar una sola pinna terminal; pinnas: hasta 8 pares, todas pinnadas-pinatifdias, excepto el par basal, en este par basal solo hay un par de segmentos (pínnulas) que son mucho más grandes que el resto, la superficie inferior de los segmentos presenta farina (polvo de almidón) de color blanco, algunas veces amarillo; soros: forman bandas marginales en los segmentos (pínnulas); indusio: no presenta, los bordes de los segmentos (pínnulas) se doblan hacia abajo.

## Distribución
Ocurre en Texas (EUA) y el noreste de México.

## Hábitat
Terrestre, prefiere sitios rocosos con algo de exposición al sol, tolera muy bien algo de sequía, crece en matorrales desérticos y semidesérticos.

## Estado de conservación
No se encuentra sujeta a ningún estatus de conservación.